# La Foire aux vanités
Pour les articles homonymes, voir Vanity Fair et La Foire aux vanités (homonymie).
La Foire aux vanités (Vanity Fair: A Novel Without a Hero) est un roman de l'écrivain britannique William Makepeace Thackeray paru pour la première fois entre 1847 et 1848 sous forme de feuilleton dans les vingt numéros du magazine mensuel Punch.
Son auteur y dépeint la société anglaise de la première moitié du XIXe siècle et la critique de façon mordante. Le livre se voulait aussi divertissant qu'instructif. On peut ainsi y lire les commentaires de l'auteur fortement imprégnés de morale victorienne.
Le titre du livre s’inspire d’un conte allégorique de John Bunyan intitulé Le Voyage du pèlerin (The Pilgrim's Progress), publié pour la première fois en 1678 et encore très connu du temps de Thackeray. Vanity Fair (La Foire de la Vanité) est une allusion à une halte sur le chemin du pèlerin : une foire perpétuelle se tenant dans une ville nommée « Vanité », qui est censée représenter le péché d’attachement des hommes aux choses de ce monde.

## Personnages
- Emmy Sedley (Amelia), jeune femme passive, naïve, pas très belle, souvent ignorée ;
- Becky Sharp (Rebecca), jeune femme intelligente avec un don pour la satire
- Rawdon Crawley, officier de cavalerie à la tête vide, favori de sa riche tante ;
- Pitt Crawley, riche héritier des Crawley, très religieux, intelligent et ennuyeux ;
- Miss Matilda Crawley, riche tante devant laquelle tous se prosternent dans l'espoir d’en hériter ;
- George Osborne, héritier égoïste, vaniteux qui gaspille tout l’argent que lui donne son père ;
- William Dobbin, officier disgracieux mais noble et loyal ;
- Joseph Sedley, riche collectionneur en Inde, obèse, suffisant, très timide, facilement manipulé par Becky.

## Résumé

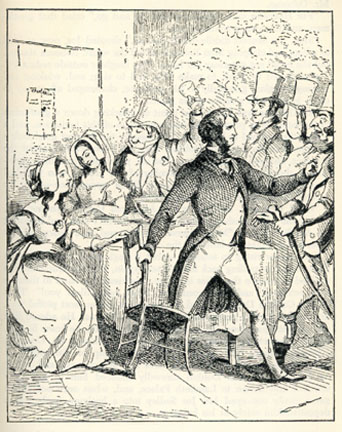
Illustration du chapitre 6 par Thackeray.

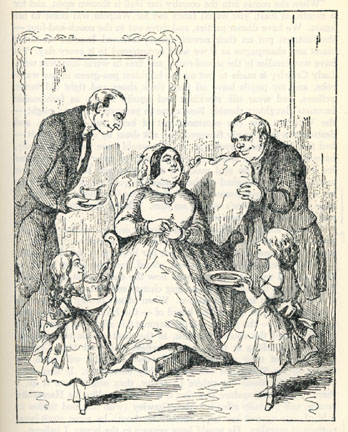
Illustration du chapitre 11 par Thackeray.

Amelia Sedley et Rebecca (dite Becky) Sharp sont deux amies qui suivent l'enseignement d'un pensionnat pour jeunes filles. La première est issue d'une famille bourgeoise fortunée, est timide, douce et ne connaît rien de la vie. La seconde a perdu ses parents (son père était un peintre alcoolique et sa mère une chanteuse de théâtre) ; elle est intelligente, charmante et fait tout pour cacher ses origines modestes et suspectes aux yeux de la bonne société londonienne.
À la fin de leur scolarité, Amélia invite Becky à passer quelques semaines chez ses parents. Becky y fait la connaissance de Joseph « Joe » Sedley, le frère d'Amélia, d'ordinaire receveur d'impôts en Inde, et de retour en Angleterre. Joseph est imbu de lui-même, gras, timide et pense qu'aucune femme ne lui résiste. Il est en revanche très riche. Amélia, quant à elle, doit se marier avec George Osborne, issu d'une famille aristocratique dont les Sedley ont rétabli la fortune. Amoureuse de George, Amélia ne voit pas quel personnage vain et égoïste il est. L'ami et confident de George, le capitaine William Dobbin, est profondément amoureux d'Amélia, mais sa position sociale ne lui permet pas de convoiter une jeune femme d'une famille aussi puissante, d'autant qu'Amélia, amoureuse de George, ne prête aucune attention à lui.
Becky fait du charme à Joseph et celui-ci tombe dans les filets de cette petite femme qui ne désire rien tant qu'une place respectable dans la société anglaise. La maladresse de Joe et l'intervention de George compromettent les projets de mariage de Becky. Celle-ci est envoyée à la campagne anglaise en tant que gouvernante chez Sir Pitt Crawley, un baronnet.
Becky, grâce à son intelligence, se rend rapidement indispensable chez les Crawley, aussi bien pour l'éducation des enfants que pour la tenue des comptes. Elle est alors renvoyée chez miss Crawley, la vieille douairière de la famille, immensément riche, dont tout le monde convoite la fortune, car celle-ci a été subitement victime… d'une indigestion. Sir Pitt propose alors à Becky de l'épouser mais, coup de théâtre, celle-ci refuse car… elle a déjà épousé un autre membre de la famille : le colonel Rawdon Crawley, fils cadet de Sir Pitt et neveu préféré de la vieille douairière. Les deux époux sont rejetés de la famille Crawley.
Le retour de Napoléon Bonaparte de l'île d'Elbe ruine la famille Sedley. Le père de George Osborne décide alors d'annuler la promesse de mariage, mais George, sous l'insistance de Dobbin, épouse Amélia. George est rejeté et déshérité par son père.
Tout le monde se retrouve à Brighton, puis à Bruxelles, à la veille de la bataille de Waterloo. La bonne société anglaise se retrouve alors tout entière en Belgique. Becky s'y fait de nombreux ennemis et éveille, par ses coquetteries, la convoitise de George. Dobbin et George, officiers de l'armée britannique, partent combattre les forces françaises et George périt à Waterloo. Amélia, enceinte, rentre dans sa famille et ne peut prétendre à aucun subside de la part de sa belle-famille (puisque George l'avait épousée contre l'avis de son père et que la colère de celui-ci envers Amélia ne s'est pas calmée). Comble de malheur pour la jeune femme, les affaires de son père vont de mal en pis.
Les années qui suivent ne sont pour Becky et Rawdon que soirées, rencontre de la bonne société et accumulation de dettes. Amélia mène une vie étriquée chez ses parents tombés dans la gêne ; elle doit ses seuls instants de bonheur à son fils George junior. Joe et Dobbin partent pour les Indes. La relation cachée et ambiguë qui s'établit entre Becky et Lord Steyne, un puissant personnage tout près de la Couronne, fait jaser. Après un épisode dramatique au cours duquel Rawdon est mis en prison pour dettes, puis libéré par sa belle-sœur et non par sa femme Becky qu'il découvre un peu plus tard en train de tranquillement souper chez lui en tête-à-tête avec Lord Steyne, le mari outragé décide de se séparer de cette petite intrigante sans scrupule qui bafoue son honneur.
La fortune de la famille Sedley est alors opportunément rétablie par le retour de Joe (qui, lui, n'avait pas été ruiné, et qui, jusque-là, ignorait les conditions de vie de ses parents et de sa sœur). Accompagné d'Amélia, du petit George et de Dobbin, Joe décide de faire le tour de l'Europe. Dans une principauté allemande, ils retrouvent Becky qui vit d'expédients, dans un milieu louche ou de peu de vertu, et avec un train de vie très inférieur à celui qui était le sien quand elle était l'épouse de Rawdon. Becky parvient à regagner les bonnes grâces de la famille Sedley et de Joe en particulier. Dobbin, toujours amoureux transi d'Amélia mais excédé qu'elle s'accroche au souvenir de George et ne réponde pas à son amour, prend la décision de repartir pour les Indes. Amélia réalise tout ce qu'elle va perdre si Dobbin part pour de bon, mais elle se sent toujours liée à son époux défunt et hésite encore. Ce n'est que lorsque Becky lui révèle les égards douteux que George a eus envers elle la veille de sa mort à Waterloo qu'Amélia se sent complètement libre de donner son amour à Dobbin. Ils se marient enfin.
Le frère d'Amélia, Joe, est maintenant seul entre les griffes de Becky. Elle accroît son empire sur lui. Il tombe malade et meurt peu après avoir signé une assurance-vie au profit de l'intrigante. Dobbin et Amélia ont une fille, Jane. Ils coulent des jours heureux, mais Dobbin ne redeviendra jamais tout à fait l'amoureux transi qu'il avait longtemps été.

## Adaptations cinématographiques
- 1911 : Vanity Fair, film muet anglais de Charles Kent.
- 1915 : Vanity Fair, film muet anglais de Charles Brabin et Eugene Nowland.
- 1922 : Vanity Fair, film muet anglais de W. Courtney Rowden.
- 1923 : Vanity Fair, film muet anglais d'Hugo Ballin.
- 1932 : Vanity Fair, film anglais de Chester M. Franklin.
- 1935 : Becky Sharp, film américain de Rouben Mamoulian.
- 2004 : Vanity Fair : La Foire aux vanités, film anglo-américain de Mira Nair.

## Adaptations télévisées
- 1956 : Vanity Fair, serial BBC adapté par Constance Cox.
- 1967 : Vanity Fair, mini-série BBC de Rex Tucker.
- 1976 : Yarmarka tshcheslaviya, show TV russe (2 épisodes) d'Igor Ilyinsky et Mariette Myatt (par le Théâtre Maly).
- 1987 : Vanity Fair, mini-série BBC de Diarmuid Lawrence et Michael Owen.
- 1998 : Vanity Fair, mini-série BBC d'Andrew Davies (scénario) et Marc Munden (réalisation).
- 2018 : La Foire aux vanités, mini-série ITV de Gwyneth Hughes (scénario) et James Strong (réalisation).

## Autour du roman
Le roman tire son titre du roman allégorique, The Pilgrim's Progress, de John Bunyan, publié en 1678 dans lequel la Vanity Fair exposait ses visiteurs à toutes les vanités terrestres.
Deux magazines ont repris ce titre :
- Vanity Fair, journal satirique britannique (1868-1914).
- Vanity Fair, magazine « glamour » américain (depuis 1983, après une première publication de 1913 à 1936).

Dans l'épisode « la Sécheresse » de la Petite Maison dans la Prairie, on peut voir Nancy Oleson lire Vanity Fair en cachette, dans son lit.